# Kuzniecow NK-8
Kuzniecow NK-8 – seria turbowentylatorowych, dwuprzepływowych silników lotniczych produkcji radzieckiej. Zaprojektowane oraz wytwarzane przez biuro konstrukcyjne  Kuzniecow. Silnik dysponuje siłą ciągu do 105 kN i napędza samoloty Ił-62 oraz Tu-154. Pierwsze testy rozpoczęto w grudniu 1961, zaś certyfikację silnik otrzymał w 1964.

## Samoloty
Samoloty, które napędzane są przez silniki NK-8: